# Pigalle (metropolitana di Parigi)
Pigalle è una stazione delle linee 2 e 12 della metropolitana di Parigi.

## Galleria d'immagini

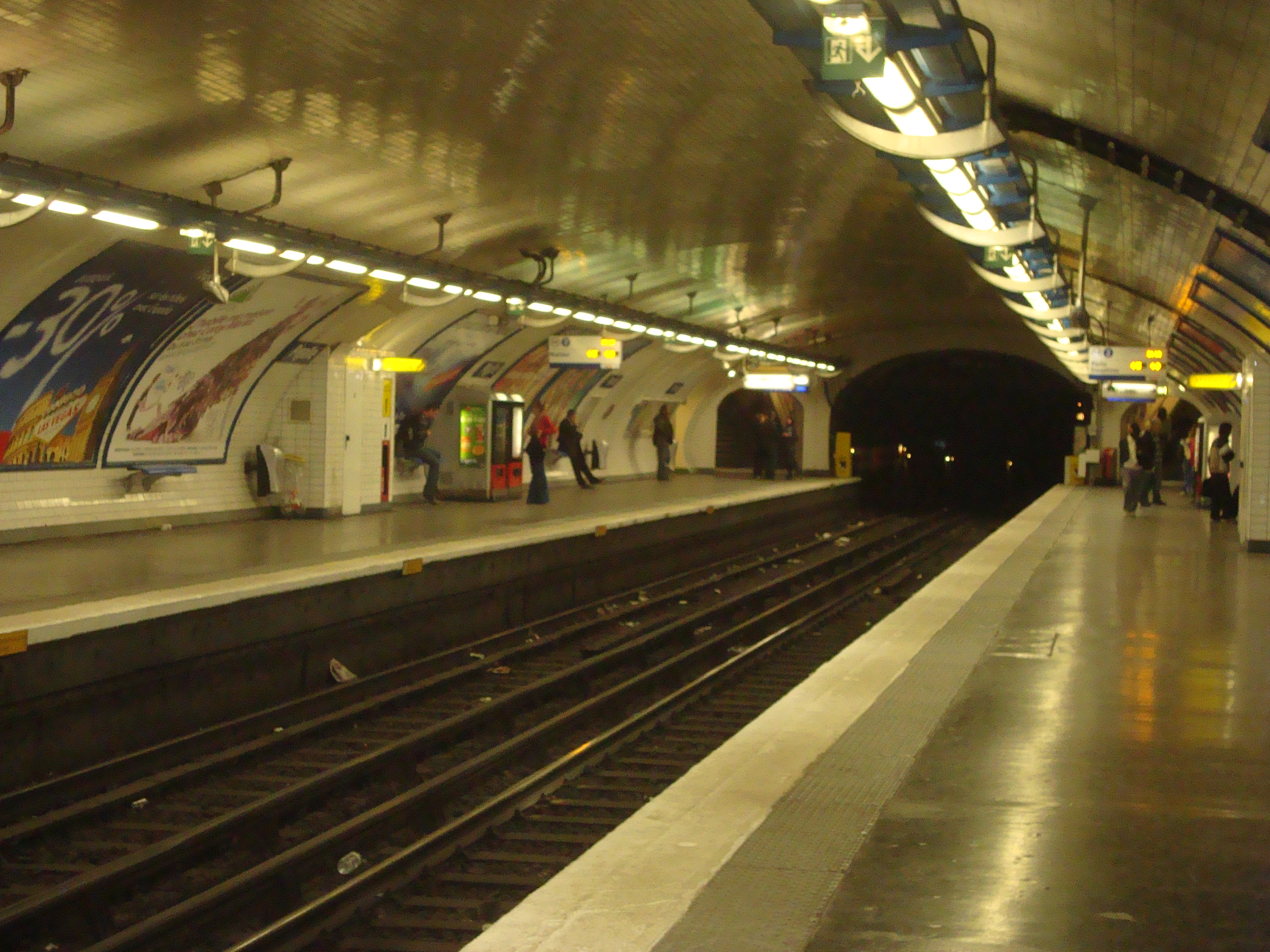
La banchina della linea 2
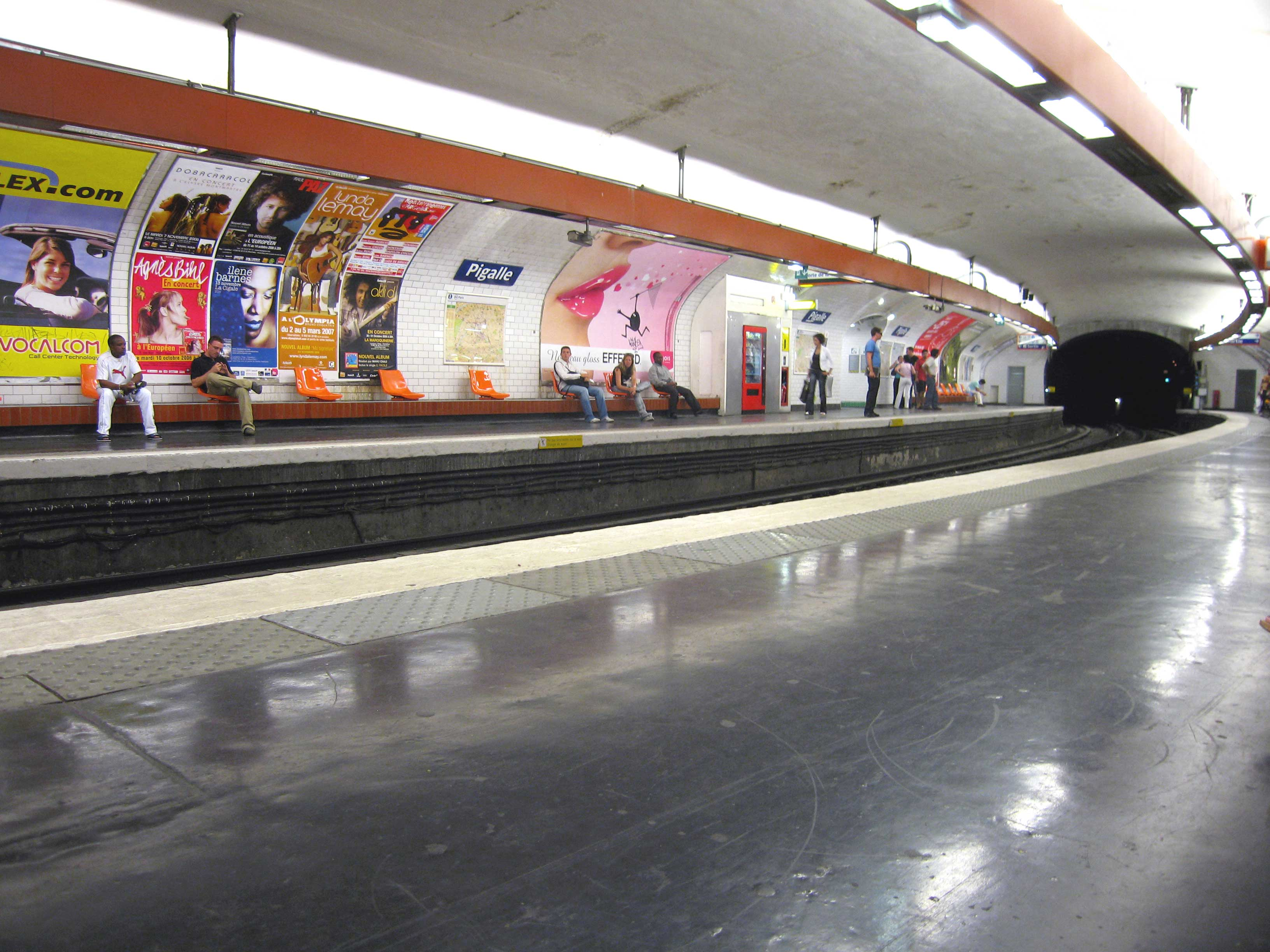
La banchina della linea 12